# Google Tasks
Google Tasks是由Google开发的任务管理应用程序，它也是Google Workspace的組件之一。用戶通過Google Tasks可以创建待办事项。
Google Tasks一開始是Gmail和Google日曆中的一個組件。2018年，Google推出了独立的应用程序Google Tasks。它适用于Android和iOS。

## 另見
- Microsoft To Do